# Noel Gil
Pour les articles homonymes, voir Gil.
Gil  Llorens est un nom espagnol. Le premier nom de famille, en général paternel, est Gil ; le second, en général maternel, souvent omis, est Llorens.
Noel Gil Llorens,, né le 1er septembre 1994 à Vila-real, est un coureur cycliste espagnol.

## Biographie
En 2013, Noel Gil rejoint le club basque Naturgas Energía pour ses débuts espoirs (moins de 23 ans). Il court ensuite dans un club de la Communauté de Valence.
En 2015, il fait son retour au Pays basque en intégrant l'équipe Seguros Bilbao. Sous ses nouvelles couleurs, il remporte une étape du Tour de Palencia. L'année suivante, il intègre l'équipe continentale Massi-Kuwait Project à partir du mois d'aout, en tant que stagiaire. Sur piste, il termine troisième du championnat d'Espagne de poursuite par équipes, avec son comité régional.  
En 2017, il rejoint la Fundación Euskadi. Il n'est toutefois pas conservé par ses dirigeants en 2018, lorsque la Fondation crée son équipe continentale. 

## Palmarès sur route
- 2015
  - 3e étape du Tour de Palencia
- 2016
  - 3e de l'Antzuola Saria
- 2017
  - Mémorial Jaime Pelegrí

## Palmarès sur piste

### Championnats nationaux
- 2016
  - 3e du  championnat d'Espagne de poursuite par équipes